# Liste der Baudenkmäler im Kölner Stadtteil Marienburg
Die folgende Liste enthält die in der Denkmalliste ausgewiesenen Baudenkmäler auf dem Gebiet des Stadtteils Köln-Marienburg, Stadtbezirk Köln-Rodenkirchen, Nordrhein-Westfalen.
Hinweis: Die Reihenfolge der Baudenkmäler in dieser Liste orientiert sich an den Straßennamen und ist alternativ nach Hausnummern, Denkmallistennummer oder Bezeichnung sortierbar.
Basis ist die offizielle Kölner Denkmalliste (Stand: 16. August 2012), die Baudenkmäler und Denkmalbereiche auflistet. Dabei kann es sich beispielsweise um Sakralbauten, Wohn- und Fachwerkhäuser, historische Gutshöfe und Adelsbauten, Industrieanlagen, Wegekreuze und andere Kleindenkmäler sowie Grabmale und Grabstätten, die eine besondere Bedeutung für die Geschichte Kölns haben, handeln. Grundlage für die Aufnahme in die offiziellen Denkmallisten ist das Denkmalschutzgesetz Nordrhein Westfalens.

Denkmäler nach Straßen geordnet: A | B | E | G | H | K | L | M | O | P | R | S | T | U | V | W 
| Bild                                    | Bezeichnung                                          | Lage                                              | Beschreibung | Bauzeit                                         | Einge- tragen seit | Denk- mal- nr. |
| --------------------------------------- | ---------------------------------------------------- | ------------------------------------------------- | --- | ----------------------------------------------- | ------------------ | -------------- |
| Fotos hochladen                         | Villa                                                | Marienburg Am Südpark 1 Karte                     | Architekt: Clemens Klotz | 1950–1951                                       | 26. Februar 1998   | 8270           |
| Fotos hochladen                         | Wohnhaus                                             | Marienburg Am Südpark 8 Karte                     | Architekt: Wilhelm Denninger | 1954–1955                                       | 9. Juli 1991       | 6135           |
| Fotos hochladen                         | Villa                                                | Marienburg Am Südpark 17–17a Karte                | Architekt: Hans Schumacher; in den 1960er-Jahren Aufteilung in Zweifamilienhaus (getrennte Hausnummern) | 1950–1951                                       | 10. Juni 1998      | 8330           |
| Fotos hochladen                         | Wohnhaus                                             | Marienburg Am Südpark 23 Karte                    | | 1900–1901                                       | 22. März 1988      | 4507           |
| Fotos hochladen                         | Wohnhaus                                             | Marienburg Am Südpark 31 Karte                    | | 1912                                            | 12. Juni 1984      | 2454           |
| weitere Bilder Fotos hochladen          | Wohnhaus                                             | Marienburg Am Südpark 33 Karte                    | Architekt: Theodor Merrill | 1920–1922                                       | 3. Juli 1984       | 2491           |
| weitere Bilder Fotos hochladen          | Wohnhaus                                             | Marienburg Am Südpark 45 Karte                    | |                                                 | 16. Oktober 1990   | 5746           |
| Fotos hochladen                         | Wohnhaus                                             | Marienburg Am Südpark 47 Karte                    | Gartenarchitekt: Fritz Encke; 1949–1999 Residenz der diplomatischen Mission des Großherzogtums Luxemburg | 1921–1924                                       | 18. Juni 1991      | 6100           |
| weitere Bilder Fotos hochladen          | Wohnhaus                                             | Marienburg Am Südpark 49 Karte                    | Architekt: Georg Falck; Teil einer Villengruppe (s. u.) | 1922–1924                                       | 24. März 1982      | 990            |
| weitere Bilder Fotos hochladen          | Wohnhaus                                             | Marienburg Am Südpark 51 Karte                    | Architekt: Georg Falck; Teil einer Villengruppe (s. o.) | 1922–1924                                       | 2. Dezember 1983   | 1911           |
| Fotos hochladen                         | Wohnhaus                                             | Marienburg Am Südpark 61 Karte                    | | 1928                                            | 7. April 1986      | 3537           |
| BW                                      | Allee                                                | Marienburg Am Südpark o. Nr. Karte                | | um 1900                                         | 1. Juli 1980       | 178            |
| weitere Bilder Fotos hochladen          | Grünanlage (Südpark) mit Kleindenkmal/Skulptur       | Marienburg Am Südpark o. Nr. Karte                | Gartenarchitekt: Adolf Kowallek | 1898–1901                                       | 1. Juli 1980       | 231            |
| Fotos hochladen                         | Einfriedung                                          | Marienburg An der Alteburger Mühle 4 Karte        | |                                                 | 16. Januar 1989    | 4805           |
| weitere Bilder Fotos hochladen          | Wohnhaus (ehem. Windmühle)                           | Marienburg An der Alteburger Mühle 6 Karte        | „Alteburger Mühle“, ältestes Gebäude Marienburgs; ab 1970er-Jahre Handelsabteilung der Botschaft, jetzt des Generalkonsulats von Polen | bis Ende 18. Jh; 1950/51 und 1977/78 (Anbauten) | 20. Dezember 1983  | 1935           |
| Fotos hochladen                         | Wohn- und Atelierhaus                                | Marienburg Auf dem Römerberg 25 Karte             | Architekt: Dominikus Böhm; Gottfried Böhm (eingeschossige Erweiterung 1948) | 1932                                            | 18. April 1985     | 2934           |
| BW                                      | Wohnhaus                                             | Marienburg Auf dem Römerberg 40 Karte             | Architekt: Georg Falck | 1927                                            | 8. April 1997      | 8079           |
| Fotos hochladen                         | Wohnhaus (ehem. Haus Opfergelt)                      | Marienburg Bayenthalgürtel 4 Karte                | Entwurf: Architekturbüro Schreiterer & Below | 1906–1907                                       | 10. Juni 1991      | 6088           |
| weitere Bilder Fotos hochladen          | Wohnhaus                                             | Marienburg Bayenthalgürtel 7 Karte                | Architekt: Heinrich Müller-Erkelenz | 1905–1906                                       | 20. August 1986    | 3704           |
| Fotos hochladen                         | Villa                                                | Marienburg Bayenthalgürtel 11 Karte               | als Besatzungsbau entstanden | 1950–1951                                       | 17. November 1997  | 8199           |
| weitere Bilder Fotos hochladen          | Wohnhaus                                             | Marienburg Bayenthalgürtel 15 Karte               | ehemalige Kanzlei der Botschaft der Schweizerischen Eidgenossenschaft | 1906–1907                                       | 30. Juni 1981      | 722            |
| Fotos hochladen                         | Wohnhaus                                             | Marienburg Bayenthalgürtel 19 Karte               | 1949 Wiederherstellung (inkl. Schaffung eines Mansarddachs) nach Kriegsschäden; 1960 rückwärtig Anbau | 1912–1913                                       | 9. Dezember 1986   | 3989           |
| Fotos hochladen                         | Wohnhaus                                             | Marienburg Bayenthalgürtel 22 Karte               | Halbvilla | 1913; 1957 (Wiederaufbau)                       | 18. Dezember 1990  | 5854           |
| Fotos hochladen                         | Wohnhaus                                             | Marienburg Bayenthalgürtel 23 Karte               | 1986/87 Anbau für Büronutzung | 1925                                            | 24. Dezember 1985  | 3382           |
| Fotos hochladen                         | Wohnhaus                                             | Marienburg Bayenthalgürtel 25 Karte               | | 1923–1924                                       | 14. Februar 1989   | 4833           |
| Fotos hochladen                         | Wohnhaus                                             | Marienburg Bayenthalgürtel 27 Karte               | Teil der Doppelvilla Bayenthalgürtel 27/29; Gartenarchitekt: Heinrich Wiepking-Jürgensmann | 1922–1924                                       | 10. Juni 1986      | 3618           |
| Fotos hochladen                         | Teil der Doppelvilla Bayenthalgürtel 28/30           | Marienburg Bayenthalgürtel 28 Karte               | Teil der Doppelvilla Bayenthalgürtel 28/30; Architekt: Robert Stern | 1922                                            | 1. August 1996     | 7924           |
| Fotos hochladen                         | Wohnhaus                                             | Marienburg Bayenthalgürtel 29 Karte               | Teil der Doppelvilla Bayenthalgürtel 27/29 | 1922–1924                                       | 22. September 1989 | 5272           |
| Fotos hochladen                         | Wohnhaus                                             | Marienburg Bayenthalgürtel 30 Karte               | Teil der Doppelvilla Bayenthalgürtel 28/30; Architekt: Robert Stern | 1922                                            | 3. Dezember 1981   | 839            |
| Fotos hochladen                         | Wohnhaus                                             | Marienburg Bayenthalgürtel 31 Karte               | | 1933–1934                                       | 23. September 1998 | 8362           |
| Fotos hochladen                         | Wohnhaus                                             | Marienburg Bayenthalgürtel 34 Karte               | Teil der Doppelvilla Goltsteinstraße 191 / Bayenthalgürtel 34; Architekten: Bruno Paul, Franz Weber | 1924–1925                                       | 21. Dezember 1987  | 4382           |
| Fotos hochladen                         | Wohnhaus                                             | Marienburg Bayenthalgürtel 35 Karte               | Architekt: Hans Schumacher | 1924–1925                                       | 10. Januar 1986    | 3387           |
| Fotos hochladen                         | Wohnhaus                                             | Marienburg Bayenthalgürtel 36 Karte               | Teil der Dreihäusergruppe Bayenthalgürtel 36–38 | 1924–1925                                       | 23. April 1990     | 5568           |
| Fotos hochladen                         | Wohnhaus                                             | Marienburg Bayenthalgürtel 36a Karte              | Teil der Dreihäusergruppe Bayenthalgürtel 36–38 | 1924–1925                                       | 16. Juli 1990      | 5630           |
| Fotos hochladen                         | Wohnhaus                                             | Marienburg Bayenthalgürtel 37 Karte               | Teil der Doppelvilla Bayenthalgürtel 37/39; Backsteinbau | 1925                                            | 4. September 1986  | 3718           |
| Fotos hochladen                         | Wohnhaus                                             | Marienburg Bayenthalgürtel 38 Karte               | Teil der Dreihäusergruppe Bayenthalgürtel 36–38 | 1924–1925                                       | 26. Juni 1990      | 5603           |
| Fotos hochladen                         | Wohnhaus                                             | Marienburg Bayenthalgürtel 39 Karte               | Teil der Doppelvilla Bayenthalgürtel 37/39; Backsteinbau | 1925                                            | 23. Juli 1986      | 3672           |
| Fotos hochladen                         | Wohnhaus                                             | Marienburg Bayenthalgürtel 40 Karte               | urspr. mit Walmdach (kriegszerstört) | 1924–1925                                       | 16. Oktober 1990   | 5754           |
| Fotos hochladen                         | Wohnhaus                                             | Marienburg Bayenthalgürtel 49 Karte               | Architekt: Hans Schumacher; Teil der spiegelsymmetrischen Doppelvilla Bayenthalgürtel 49/51 | 1925–1926                                       | 14. September 1981 | 771            |
| Fotos hochladen                         | Wohnhaus                                             | Marienburg Bayenthalgürtel 51 Karte               | Architekt: Hans Schumacher; Teil der spiegelsymmetrischen Doppelvilla Bayenthalgürtel 49/51 | 1925–1926                                       | 14. Juli 1986      | 3661           |
| Fotos hochladen                         | Allee                                                | Marienburg Bayenthalgürtel o. Nr.                 | Architekt: Hermann Josef Stübben | 1903                                            | 1. Juli 1980       | 182            |
| weitere Bilder Fotos hochladen          | Bismarckturm mit Grünanlage                          | Marienburg Bayenthalgürtel o. Nr. Karte           | Architekt: Arnold Hartmann | 1898–1903                                       | 1. Juli 1980       | 183            |
| Fotos hochladen                         | Wohn- und Geschäftshaus                              | Marienburg Bonner Str. 381 Karte                  | dreigeschossiges Eckhaus zur Brohler Straße | 1907–1908                                       | 10. Januar 1984    | 1986           |
| weitere Bilder Fotos hochladen          | Wohnhaus                                             | Marienburg Bonner Str. 537 Karte                  | Teil des Wohnblocks (urspr. für britische Besatzungsmacht) Bonner Straße 537–545 | 1921–1923                                       | 30. Oktober 1990   | 5767           |
| weitere Bilder Fotos hochladen          | Wohnhaus                                             | Marienburg Bonner Str. 539 Karte                  | Teil des Wohnblocks (urspr. für britische Besatzungsmacht) Bonner Straße 537–545 | 1921–1923                                       | 30. Oktober 1990   | 5768           |
| weitere Bilder Fotos hochladen          | Wohnhaus                                             | Marienburg Bonner Str. 541 Karte                  | Teil des Wohnblocks (urspr. für britische Besatzungsmacht) Bonner Straße 537–545 | 1921–1923                                       | 18. Dezember 1990  | 5848           |
| weitere Bilder Fotos hochladen          | Wohnhaus                                             | Marienburg Bonner Str. 543 Karte                  | Teil des Wohnblocks (urspr. für britische Besatzungsmacht) Bonner Straße 537–545 | 1921–1923                                       | 30. Oktober 1990   | 5769           |
| weitere Bilder Fotos hochladen          | Wohnhaus                                             | Marienburg Bonner Str. 545 Karte                  | Teil des Wohnblocks (urspr. für britische Besatzungsmacht) Bonner Straße 537–545 | 1921–1923                                       | 30. Oktober 1990   | 5770           |
| weitere Bilder Fotos hochladen          | All-Saints, (Allerheiligenkirche)                    | Marienburg Bonner Str. 549 Karte                  | Architekten: Rudolf Schwarz, Josef Bernard | 1950–1951                                       | 21. Dezember 1994  | 7306           |
| Fotos hochladen                         | Allee                                                | Marienburg Brohler Str. o. Nr.                    | | um 1900                                         | 1. Juli 1980       | 186            |
| Fotos hochladen                         | Wohnhaus                                             | Marienburg Eugen-Langen-Str. 3 Karte              | Architekt: Theodor Merrill | 1933–1934                                       | 15. November 1996  | 8022           |
| Fotos hochladen                         | Wohnhaus                                             | Marienburg Eugen-Langen-Str. 10 Karte             | Teil der Villengruppe Marienburger Straße 43/Eugen-Langen-Straße 10 und Eugen-Langen-Straße 12 | 1925–1926                                       | 9. Dezember 1986   | 3990           |
| Fotos hochladen                         | Wohnhaus                                             | Marienburg Eugen-Langen-Str. 11 Karte             | Teil der Landhausgruppe Eugen-Langen-Straße 11/13; Architekten: Clemens Klotz/Josef Fieth | 1925                                            | 9. Februar 1984    | 2121           |
| Fotos hochladen                         | Wohnhaus                                             | Marienburg Eugen-Langen-Str. 12 Karte             | Teil der Villengruppe Marienburger Straße 43/Eugen-Langen-Straße 10 und Eugen-Langen-Straße 12 | 1925–1926                                       | 9. Dezember 1986   | 3991           |
| Fotos hochladen                         | Wohnhaus                                             | Marienburg Eugen-Langen-Str. 13 Karte             | Teil der Landhausgruppe Eugen-Langen-Straße 11/13; Architekten: Clemens Klotz/Josef Fieth | 1925–1926                                       | 8. Januar 1987     | 4011           |
| Fotos hochladen                         | Villa                                                | Marienburg Eugen-Langen-Str. 14 Karte             | Architekt: Theodor Merrill | 1921–1922                                       | 9. Mai 1989        | 4952           |
| Fotos hochladen                         | Wohnhaus                                             | Marienburg Eugen-Langen-Str. 18 Karte             | Architekten: Clemens Klotz und (auch Bauherr:) Joseph Fieth, Bildhauer: Willy Meller | 1921                                            | 5. Mai 1986        | 3582           |
| weitere Bilder Fotos hochladen          | Wohnhaus                                             | Marienburg Eugen-Langen-Str. 23 Karte             | Architekt: Eduard Endler | 1903                                            | 5. November 1986   | 3955           |
| Fotos hochladen                         | Villa                                                | Marienburg Eugen-Langen-Str. 25 Karte             | | 1905–1906                                       | 9. Mai 1989        | 4950           |
| Fotos hochladen                         | Wohnhaus                                             | Marienburg Eugen-Langen-Str. 37 Karte             | | 1911                                            | 13. Oktober 1986   | 3758           |
| BW                                      | Wohnhaus                                             | Marienburg Germanicusstr. 2a Karte                | Architekt: Theodor Merrill | 1935                                            | 29. Januar 1986    | 3420           |
| BW                                      | Wohnhaus                                             | Marienburg Germanicusstr. 4 Karte                 | „Haus Vorster“; Architekt: Paul Pott | 1924                                            | 16. Februar 1989   | 4841           |
| BW                                      | Wohnhaus                                             | Marienburg Germanicusstr. 8 Karte                 | Architekt: Paul Bonatz | 1924                                            | 11. September 1986 | 3727           |
| BW                                      | Villa                                                | Marienburg Godesberger Str. 8 Karte               | | 1911–1912                                       | 21. April 1989     | 4943           |
| BW                                      | Wohnhaus                                             | Marienburg Goethestr. 2 Karte                     | Architekt: Fritz Herrmann | 1924–1925                                       |                    | 4057           |
| Fotos hochladen                         | Wohnhaus                                             | Marienburg Goethestr. 3 Karte                     | | 1924–1925                                       | 28. Februar 1986   | 3462           |
| Fotos hochladen                         | Wohnhaus                                             | Marienburg Goethestr. 8 Karte                     | | 1926                                            | 4. Dezember 1986   | 3982           |
| BW                                      | Wohnhaus                                             | Marienburg Goethestr. 10 Karte                    | | 1927–1928                                       | 11. September 1986 | 3729           |
| BW                                      | Wohnhaus                                             | Marienburg Goethestr. 24 Karte                    | | 1911–1912                                       | 18. April 1986     | 3568           |
| weitere Bilder Fotos hochladen          | Reformationskirche (mit Pfarrhaus)                   | Marienburg Goethestr. 25 Karte                    | Architekt: Otto March | 1903–1905                                       | 6. September 1982  | 1096           |
| BW                                      | Wohnhaus                                             | Marienburg Goethestr. 30 Karte                    | | 1937                                            | 18. April 1986     | 3569           |
| Fotos hochladen                         | Wohnhaus                                             | Marienburg Goethestr. 53 Karte                    | | 1909–1910                                       | 15. Mai 1986       | 3592           |
| Fotos hochladen                         | Wohnhaus                                             | Marienburg Goethestr. 54 Karte                    | Teil der Doppelvilla Goethestraße 54/56 | 1909–11                                         | 18. Juni 1984      | 2446           |
| BW                                      | Wohnhaus                                             | Marienburg Goethestr. 56 Karte                    | Teil der Doppelvilla Goethestraße 54/56 | 1909–1911                                       | 17. September 1985 | 3216           |
| Fotos hochladen                         | Wohnhaus                                             | Marienburg Goethestr. 61 Karte                    | | 1911–1912                                       | 4. Februar 1982    | 967            |
| BW                                      | Wohnhaus                                             | Marienburg Goethestr. 62 Karte                    | | 1917–1918                                       | 1. August 1986     | 3684           |
| BW                                      | Wohnhaus/Villa                                       | Marienburg Goethestr. 62a Karte                   | Architekt: Theodor Merrill | 1936/37                                         | 16. Dezember 1999  | 8430           |
| Fotos hochladen                         | Wohnhaus                                             | Marienburg Goethestr. 64 Karte                    | Architekt: Clemens Klotz | 1922                                            | 26. Februar 1985   | 2798           |
| BW                                      | Villa                                                | Marienburg Goethestr. 66 Karte                    | Architekt: Theodor Merrill, Landhausstil amerikanischer Prägung in Backstein; vielfach in Fachveröffentlichungen rezipiert; 1949/50 Sitz der Kanzlei, anschließend bis 1999 der Residenz der diplomatischen Mission (später Botschaft) der Schweiz | 1922–1924                                       | 2. Dezember 1988   | 4752           |
| Fotos hochladen                         | Wohnhaus                                             | Marienburg Goethestr. 67 Karte                    | Architekt: Paul Bonatz | 1921–1923; 1951–1953 (Überformung)              | 7. Oktober 1985    | 3231           |
| BW                                      | Wohnhaus                                             | Marienburg Goethestr. 69 Karte                    | Teil der Wohnhausgruppe Leyboldstraße 50/52 und Goethestraße 69; Architekt: Theodor Merrill | 1925                                            | 3. November 1981   | 814            |
| BW                                      | Pfarrhaus                                            | Marienburg Goethestr. 84 Karte                    | 1931/32 umfassender Umbau als Pfarrhaus und Anbau von Kapelle (Architekt: Emil Felix) | 1900–1901                                       | 20. April 1983     | 1476           |
| BW                                      | Kirche St. Maria Königin                             | Marienburg Goethestr. 84 Karte                    | Architekten: Dominikus Böhm (Kirche), Gottfried Böhm (Turm) | 1951–1954, 1959–1960 (Turm)                     | 2. Mai 2000        | 8469           |
| Direkt Bild zu diesem Denkmal hochladen | Allee                                                | Marienburg Goethestr. o. Nr.                      | |                                                 | 1. Juli 1980       | 195            |
| Fotos hochladen                         | Platzgestaltung/Grünanlage                           | Marienburg Goethestr. o. Nr. Karte                | |                                                 | 1. Juli 1980       | 196            |
| Fotos hochladen                         | Wohnhaus                                             | Marienburg Hoffmann-von-Fallersleben-Str. 7 Karte | Architekt: Hans Schumacher | 1925–1926                                       | 10. Juli 1986      | 3658           |
| BW                                      | Villa                                                | Marienburg Kastanienallee 5 Karte                 | | 1902–1903                                       | 12. Januar 1989    | 4795           |
| BW                                      | Wohnhaus                                             | Marienburg Kastanienallee 13 Karte                | Teil des Doppelhauses Kastanienallee 13/15; Architekt: Heinrich Bartmann | 1936–1937                                       | 15. August 1985    | 3100           |
| BW                                      | Wohnhaus                                             | Marienburg Kastanienallee 15 Karte                | Teil des Doppelhauses Kastanienallee 13/15; Architekt: Heinrich Bartmann | 1936–1937                                       | 15. August 1985    | 3101           |
| Fotos hochladen                         | Wohnhaus                                             | Marienburg Kastanienallee 20 Karte                | | 1909–1910                                       | 18. Juni 1986      | 3626           |
| Fotos hochladen                         | Allee                                                | Marienburg Kastanienallee o. Nr.                  | | um 1900                                         | 1. Juli 1980       | 205            |
| Fotos hochladen                         | Wohnhaus                                             | Marienburg Leyboldstr. 5 Karte                    | | 1925–1926                                       | 13. Juni 1985      | 3004           |
| Fotos hochladen                         | Wohnhaus                                             | Marienburg Leyboldstr. 7 Karte                    | Architekt: Martin Elsaesser; Teil der Doppelvilla Leyboldstraße 7/Von-Groote-Straße 64 | 1924                                            | 14. Juli 1986      | 3663           |
| BW                                      | Wohnhaus                                             | Marienburg Leyboldstr. 15 Karte                   | Teil der Doppelvilla Leyboldstraße 15/17 | 1911/12                                         | 23. April 1987     | 4122           |
| BW                                      | Wohnhaus                                             | Marienburg Leyboldstr. 27 Karte                   | Architekt: Otto March | 1891–94                                         | 15. Februar 1982   | 977            |
| BW                                      | Wohnhaus                                             | Marienburg Leyboldstr. 31 Karte                   | | 1936                                            | 6. März 1992       | 6407           |
| BW                                      | Villa                                                | Marienburg Leyboldstr. 33 Karte                   | Architekt: Hans Schumacher; als Besatzungsbau entstanden | 1950–1951                                       | 10. Juni 1998      | 8332           |
| BW                                      | Wohnhaus                                             | Marienburg Leyboldstr. 42–44 Karte                | Architekt: Paul Pott, Gartenarchitekt: Heinrich Wiepking-Jürgensmann, Bildhauer: Georg Kolbe | 1911/12                                         | 20. Juli 1994      | 7171           |
| BW                                      | Wohnhaus                                             | Marienburg Leyboldstr. 50 Karte                   | Teil der Wohnhausgruppe Leyboldstraße 50/52 und Goethestraße 69; Architekt: Theodor Merrill | 1924                                            | 2. September 1985  | 3119           |
| BW                                      | Wohnhaus                                             | Marienburg Leyboldstr. 52 Karte                   | Teil der Wohnhausgruppe Leyboldstraße 50/52 und Goethestraße 69; Architekt: Theodor Merrill (auch Inneneinrichtung) | 1924                                            | 2. September 1985  | 3120           |
| BW                                      | Wohnhaus                                             | Marienburg Leyboldstr. 54b Karte                  | Architekt: Hanns Koerfer | 1935                                            | 15. September 1986 | 3730           |
| BW                                      | Wohnhaus                                             | Marienburg Leyboldstr. 56 Karte                   | | 1929–1930                                       | 23. November 1983  | 1858           |
| Fotos hochladen                         | Allee                                                | Marienburg Leyboldstr. o. Nr. Karte               | |                                                 | 1. Juli 1980       | 207            |
| BW                                      | Wohnhaus                                             | Marienburg Lindenallee 6 Karte                    | Architekt: Heinrich Reinhardt | 1932–1933                                       | 10. Januar 1986    | 3389           |
| weitere Bilder Fotos hochladen          | Wohnhaus                                             | Marienburg Lindenallee 7 Karte                    | zweigeschossige Villa im englischen Landhausstil; Architekt: Emil Felix; Anfang 1980er–1999 Botschaft, danach bis 2013 Generalkonsulat der (Volks)Republik Polen                                                                                   | 1925                                            | 3. Juli 1986       | 3645           |
| BW                                      | Wohnhaus                                             | Marienburg Lindenallee 19 Karte                   | Architekt: Ludwig Paffendorf; 1933/34 Umbau zu Mehrfamilienhaus | 1908–1909                                       | 9. Januar 1984     | 1982           |
| BW                                      | Wohnhaus                                             | Marienburg Lindenallee 29 Karte                   | Teil der Doppelvilla Lindenallee 29/31 | 1907–1908                                       | 8. April 1983      | 3623           |
| BW                                      | Wohnhaus                                             | Marienburg Lindenallee 31 Karte                   | Teil der Doppelvilla Lindenallee 29/31 | 1907–1908                                       | 24. Februar 1986   | 3456           |
| BW                                      | Wohnhaus                                             | Marienburg Lindenallee 35 Karte                   | nur Fassade im Ursprungszustand; Teil der Doppelvilla Lindenallee 33/35 | 1906–1907                                       | 28. Juni 1993      | 6874           |
| BW                                      | Wohnhaus                                             | Marienburg Lindenallee 45 Karte                   | Architekt: Heinrich Müller-Erkelenz; 1956/57 Abriss bis auf Seitenflügel | 1922–1923                                       | 7. März 1984       | 2818           |
| BW                                      | Villa                                                | Marienburg Lindenallee 46 Karte                   | Architekt: Hans Schumacher; als Besatzungsbau entstanden | 1950–1951                                       | 27. November 1995  | 7682           |
| Fotos hochladen                         | Villa                                                | Marienburg Lindenallee 47 Karte                   | | 1914–1915; 1924, 1937–1938 (Erweiterungen)      | 12. Januar 1989    | 4796           |
| BW                                      | Villa                                                | Marienburg Lindenallee 50 Karte                   | Architekt: Hans Schumacher; als Besatzungsbau entstanden | 1950–1951                                       | 27. November 1995  | 7683           |
| Fotos hochladen                         | Villa                                                | Marienburg Lindenallee 51 Karte                   | Architekt: Emil Felix; 1962–1973 Residenz der japanischen Botschaft | 1927–1928; 1950–1951 (Wiederaufbau)             | 13. August 1991    | 6142           |
| Fotos hochladen                         | Wohnhaus                                             | Marienburg Lindenallee 53 Karte                   | Architekt: Theodor Merrill | 1922–1923                                       | 20. Januar 1983    | 1302           |
| BW                                      | Wohnhaus                                             | Marienburg Lindenallee 54 Karte                   | Teil der Doppelvilla Lindenallee 54/56 | 1929–1930                                       | 13. März 1989      | 4888           |
| Fotos hochladen                         | Wohnhaus                                             | Marienburg Lindenallee 55 Karte                   | | 1929                                            | 12. Januar 1989    | 4797           |
| BW                                      | Wohnhaus                                             | Marienburg Lindenallee 56 Karte                   | Teil der Doppelvilla Lindenallee 54/56 | 1929–1930                                       | 7. Juli 1986       | 3648           |
| Fotos hochladen                         | Villa                                                | Marienburg Lindenallee 59 Karte                   | Einfamilienhaus/Besatzungsbau | 1950–1951                                       | 11. Juli 1996      | 7902           |
| weitere Bilder Fotos hochladen          | All-Saints, (Allerheiligenkirche)                    | Marienburg Lindenallee 61 Karte                   | |                                                 | 21. Dezember 1994  | 7306           |
| BW                                      | Wohnhaus                                             | Marienburg Lindenallee 62 Karte                   | Teil der Doppelvilla Lindenallee 62/64; Architekt: Stephan Mattar (Zuschreibung) | 1906–1907                                       | 29. Februar 1988   | 4467           |
| BW                                      | Halbvilla                                            | Marienburg Lindenallee 64 Karte                   | Teil der Doppelvilla Lindenallee 62/64; Architekt: Stephan Mattar (Zuschreibung) | 1906–1907                                       | 2. Dezember 1988   | 4753           |
| BW                                      | Wohnhaus                                             | Marienburg Lindenallee 66 Karte                   | | 1907–1908                                       | 7. Mai 1984        | 2369           |
| Fotos hochladen                         | Wohnhaus                                             | Marienburg Lindenallee 70 Karte                   | Architekt: Emil Felix | 1924–1925                                       | 5. November 1992   | 6656           |
| Fotos hochladen                         | Doppelvilla                                          | Marienburg Lindenallee 76 Karte                   | Teil der Doppelvilla Lindenallee 76/Schillingsrotter Platz 8 | 1936                                            | 26. Januar 1989    | 4818           |
| Fotos hochladen                         | Villa                                                | Marienburg Lindenallee 76a Karte                  | als Besatzungsbau entstanden | 1950–1951                                       | 10. Juni 1998      | 8331           |
| Fotos hochladen                         | Wohnhaus                                             | Marienburg Lindenallee 90 Karte                   | als Besatzungsbau entstanden | 1921–1923                                       | 30. Oktober 1990   | 5774           |
| Direkt Bild zu diesem Denkmal hochladen | Allee                                                | Marienburg Lindenallee o. Nr.                     | | um 1900                                         | 1. Juli 1980       | 208            |
| BW                                      | Wohnhaus (Haus Falck)                                | Marienburg Marienburger Str. 8 Karte              | Architekt: Georg Falck | 1924                                            | 15. Mai 1996       | 7874           |
| weitere Bilder Fotos hochladen          | Wohnhaus                                             | Marienburg Marienburger Str. 11 Karte             | Teil der Doppelvilla Marienburger Straße 11/13 | 1879–1980                                       | 7. Mai 1985        | 2954           |
| BW                                      | Wohnhaus                                             | Marienburg Marienburger Str. 14 Karte             | Architekt: Theodor Merrill, Gartenarchitekt: Heinrich Wiepking-Jürgensmann | 1928                                            | 14. Oktober 1985   | 3248           |
| BW                                      | Wohnhaus                                             | Marienburg Marienburger Str. 17a Karte            | | 1936                                            | 5. Juni 1986       | 3612           |
| BW                                      | Wohnhaus                                             | Marienburg Marienburger Str. 17b Karte            | Gartenarchitekt: Roland Weber | 1936                                            | 25. Juli 1989      | 5148           |
| BW                                      | Wohnhaus                                             | Marienburg Marienburger Str. 18 Karte             | Architekt: Edmund Bolten | 1912–1913                                       | 4. Juni 1987       | 4166           |
| BW                                      | Wohnhaus                                             | Marienburg Marienburger Str. 19 Karte             | Architekt: Paul Bonatz | 1923–1926                                       | 14. Juli 1986      | 3664           |
| BW                                      | Wohnhaus                                             | Marienburg Marienburger Str. 24 Karte             | Teil der Doppelvilla Marienburger Straße 24/26; Architekt: Georg Eberlein | 1901–1902                                       | 4. Dezember 1984   | 2772           |
| BW                                      | Wohnhaus                                             | Marienburg Marienburger Str. 26 Karte             | Teil der Doppelvilla Marienburger Straße 24/26; Architekt: Georg Eberlein | 1901–1902                                       | 8. Januar 1982     | 896            |
| weitere Bilder Fotos hochladen          | Wohnhaus                                             | Marienburg Marienburger Str. 27 Karte             | Architekt: Peter Gendebien | 1909–1910                                       | 21. März 1986      | 3517           |
| BW                                      | Wohnhaus                                             | Marienburg Marienburger Str. 29 Karte             | Teil der Doppelvilla Marienburger Straße 29/31 | 1909–1910                                       | 12. Januar 1989    | 4798           |
| BW                                      | Wohnhaus                                             | Marienburg Marienburger Str. 30 Karte             | |                                                 | 15. September 1986 | 3732           |
| BW                                      | Wohnhaus                                             | Marienburg Marienburger Str. 31 Karte             | Teil der Doppelvilla Marienburger Straße 29/31 | 1909–1910                                       | 12. Januar 1989    | 4799           |
| weitere Bilder Fotos hochladen          | Wohnhaus                                             | Marienburg Marienburger Str. 32 Karte             | Teil des Doppelhauses Marienburger Straße 32/34; Entwurf: Architekturbüro Schreiterer & Below | 1903–1904                                       | 23. November 1983  | 1860           |
| BW                                      | Wohnhaus                                             | Marienburg Marienburger Str. 33 Karte             | | 1913–1914                                       | 14. Oktober 1986   | 3768           |
| weitere Bilder Fotos hochladen          | Wohnhaus                                             | Marienburg Marienburger Str. 34 Karte             | Teil des Doppelhauses Marienburger Straße 32/34; Entwurf: Architekturbüro Schreiterer & Below | 1903–1904                                       | 27. September 1985 | 3220           |
| BW                                      | Wohnhaus                                             | Marienburg Marienburger Str. 35 Karte             | | 1921–1922                                       | 9. Dezember 1986   | 3993           |
| weitere Bilder Fotos hochladen          | Wohnhaus                                             | Marienburg Marienburger Str. 37 Karte             | Architekten: Edwin und Josef Crones | 1903–1904                                       | 27. September 1983 | 1625           |
| BW                                      | Wohnhaus                                             | Marienburg Marienburger Str. 40 Karte             | | 1912–1913                                       | 10. Oktober 1983   | 1675           |
| BW                                      | Wohnhaus                                             | Marienburg Marienburger Str. 41 Karte             | | 1914–1915                                       | 8. Juli 1986       | 3650           |
| BW                                      | Wohnhaus                                             | Marienburg Marienburger Str. 42 Karte             | | 1912–1913                                       | 3. Juli 1984       | 2507           |
| BW                                      | Wohnhaus                                             | Marienburg Marienburger Str. 43 Karte             | Teil der Villengruppe Marienburger Straße 43/Eugen-Langen-Straße 10 und Eugen-Langen-Straße 12 | 1925–1926                                       | 9. Dezember 1986   | 3994           |
| Fotos hochladen                         | Wohnhaus                                             | Marienburg Marienburger Str. 45 Karte             | Teil der Doppelvilla Marienburger Straße 45/47 | 1910–1911                                       | 20. Dezember 1983  | 4002           |
| Fotos hochladen                         | Wohnhaus                                             | Marienburg Marienburger Str. 47 Karte             | Teil der Doppelvilla Marienburger Straße 45/47 | 1910–1911                                       | 19. November 1986  | 3965           |
| BW                                      | Wohnhaus                                             | Marienburg Marienburger Str. 48 Karte             | Architekt: Theodor Merrill, Gartenarchitekt: Heinrich Wiepking-Jürgensmann | 1922–1923                                       | 31. Juli 1986      | 3682           |
| Fotos hochladen                         | Halbvilla                                            | Marienburg Marienburger Str. 49 Karte             | Teil der Doppelvilla Marienburger Straße 49/51 | 1912–1913                                       | 16. Februar 1989   | 4844           |
| BW                                      | Wohnhaus                                             | Marienburg Marienburger Str. 50 Karte             | | 1914–1915                                       | 31. Januar 1986    | 3428           |
| Fotos hochladen                         | Wohnhaus                                             | Marienburg Marienburger Str. 52 Karte             | | 1920–1921                                       | 23. März 1988      | 4533           |
| Fotos hochladen                         | Wohnhaus                                             | Marienburg Marienburger Str. 53 Karte             | | 1924–1925                                       | 25. November 1985  | 3337           |
| BW                                      | Wohnhaus                                             | Marienburg Marienburger Str. 56 Karte             | Architekt: Carl Moritz | 1909                                            | 12. März 1986      | 3500           |
| BW                                      | Wohnhaus                                             | Marienburg Marienburger Str. 58 Karte             | Teil der Doppelvilla Marienburger Straße 58/60 | 1909–1910                                       | 20. Oktober 1986   | 3932           |
| BW                                      | Wohnhaus                                             | Marienburg Marienburger Str. 60 Karte             | Teil der Doppelvilla Marienburger Straße 58/60 | 1908                                            | 8. Oktober 1986    | 3755           |
| Fotos hochladen                         | Wohnhaus                                             | Marienburg Marienburger Str. 66 Karte             | Architekt: Theodor Merrill | 1921–1924                                       | 15. August 1986    | 3700           |
| Fotos hochladen                         | Allee                                                | Marienburg Marienburger Str. o. Nr. Karte         | |                                                 | 1. Juli 1980       | 209            |
| weitere Bilder Fotos hochladen          | Wohnhaus                                             | Marienburg Mehlemer Str. 6 Karte                  | Architekt: Gottfried Riphahn | 1904                                            | 17. Oktober 1983   | 1689           |
| Fotos hochladen                         | Wohnhaus                                             | Marienburg Mehlemer Str. 8 Karte                  | | 1913–1914                                       | 25. November 1985  | 3338           |
| Fotos hochladen                         | Wohnhaus                                             | Marienburg Mehlemer Str. 9 Karte                  | | 1912–1913                                       | 26. November 1985  | 3343           |
| weitere Bilder Fotos hochladen          | Martin-Luther-Haus                                   | Marienburg Mehlemer Str. 27 Karte                 | Architekt: Clemens Klotz; Bildhauer: Willy Meller | 1933–1934, 1949–1951 (Wiederherstellung)        | 25. November 1983  | 1871           |
| BW                                      | Pfarrhaus der Reformationskirche                     | Marienburg Mehlemer Str. 29 Karte                 | Pfarrhaus der Reformationskirche; Architekt: Otto March | 1903–1905                                       | 6. September 1982  | 1099           |
| Fotos hochladen                         | Wohnhaus                                             | Marienburg Mehlemer Str. 31 Karte                 | | 1922–1923                                       | 12. März 1986      | 3501           |
| Fotos hochladen                         | Wohnhaus                                             | Marienburg Mehlemer Str. 33 Karte                 | Architekt: Martin Elsaesser | 1922–1923                                       | 21. August 1985    | 3105           |
| Fotos hochladen                         | Grünanlagen, Verteidigungsanlage Zwischenwerk VIII b | Marienburg Militärringstr. o. Nr.                 | |                                                 | 1. Juli 1980       | 215            |
| Fotos hochladen                         | Wohnhaus                                             | Marienburg Oberländer Ufer 154 Karte              | erhaltene Hälfte einer Doppelvilla; Architekt: Carl Moritz | 1900                                            | 3. August 1983     | 1582           |
| Fotos hochladen                         | Wohnhaus                                             | Marienburg Oberländer Ufer 166 Karte              | Teil des Doppelhauses Oberländer Ufer 166/168 | 1937–1938                                       | 15. Mai 1996       | 7875           |
| Fotos hochladen                         | Wohnhaus                                             | Marienburg Oberländer Ufer 168 Karte              | Teil des Doppelhauses Oberländer Ufer 166/168 | 1937–1938                                       | 11. Juni 2002      | 8582           |
| Fotos hochladen                         | Wohnhaus                                             | Marienburg Oberländer Ufer 170 Karte              | Teil des Doppelhauses Oberländer Ufer 170/172 | 1937–1938                                       | 9. September 1997  | 8156           |
| Fotos hochladen                         | Wohnhaus                                             | Marienburg Oberländer Ufer 172 Karte              | Teil des Doppelhauses Oberländer Ufer 170/172 | 1937–1938                                       | 24. November 1986  | 3969           |
| Fotos hochladen                         | Wohnhaus                                             | Marienburg Oberländer Ufer 184 Karte              | Teil der Doppelvilla Oberländer Ufer 184/186; Architekt: Franz Brantzky | 1912–1913; um 1950 (Wiederaufbau)               | 27. Dezember 1984  | 2790           |
| Fotos hochladen                         | Wohnhaus                                             | Marienburg Oberländer Ufer 186 Karte              | Teil der Doppelvilla Oberländer Ufer 184/186; Architekt: Franz Brantzky; Wiederherrichtung nach Kriegsschäden 1961/62 | 1912–1913                                       | 5. April 1988      | 4547           |
| weitere Bilder Fotos hochladen          | Wohnhaus                                             | Marienburg Oberländer Ufer 190 Karte              | Architekt: Otto Müller-Jena | 1907–1908                                       | 6. Oktober 1983    | 1667           |
| BW                                      | Wohnhaus                                             | Marienburg Oberländer Ufer 208 Karte              | Architekt: Heinrich Müller-Erkelenz; 1949/50–mind. 1952 Residenz der diplomatischen Mission der Südafrikanischen Union | 1911–1912                                       | 4. Januar 1991     | 5859           |
| weitere Bilder Fotos hochladen          | Uferpromenade, Geländer, Werftanlagen u. Allee       | Marienburg Oberländer Ufer o. Nr. Karte           | |                                                 | 1. Juli 1980       | 218            |
| weitere Bilder Fotos hochladen          | Villa                                                | Marienburg Parkstr. 1–5 Karte                     | Architekt: Paul Pott; sog. „Iran-Haus“; 1958/59–1973/75 Sitz der Kanzlei der Kaiserlich Iranischen Botschaft | 1913–1914                                       | 9. Dezember 1988   | 4767           |
| BW                                      | Wohnhaus                                             | Marienburg Parkstr. 2 Karte                       | Architekt: Paul Pott | 1924; 1948–1951 (Wiederaufbau)                  | 28. Juni 1990      | 5607           |
| BW                                      | Wohnhaus                                             | Marienburg Parkstr. 8 Karte                       | Architekt: Paul Pott; nach 1945/49 durch brit. Besatzungsmacht genutzt | 1914–1915                                       | 4. Juni 1987       | 4168           |
| Fotos hochladen                         | Wohnhaus                                             | Marienburg Parkstr. 10 Karte                      | Architekt: Paul Pott | 1913–1914                                       | 22. Juli 1986      | 3671           |
| BW                                      | Wohnhaus                                             | Marienburg Parkstr. 20 Karte                      | Architekt: Paul Pott, Bildhauer: Willy Meller, Kunstmaler: u. a. Josef Mangold; spät. 1952–mind. 1970 Residenz der Botschaft von Brasilien | 1924–1925                                       | 1. Juli 1980       | 220            |
| BW                                      | Wohnhaus                                             | Marienburg Parkstr. 23 Karte                      | | 1912–1913                                       | 12. Januar 1989    | 4800           |
| BW                                      | Wohnhaus                                             | Marienburg Parkstr. 24 Karte                      | Architekt: Theodor Merrill, Gartenarchitekt: Heinrich Wiepking-Jürgensmann | 1922–1923                                       | 16. Oktober 1985   | 3262           |
| weitere Bilder Fotos hochladen          | Wohnhaus                                             | Marienburg Parkstr. 55 Karte                      | Landsitz/Villa/Gut Marienburg; Architekt: Johann Peter Weyer (Zuschreibung), Gartenarchitekt: Jacob Greiß | 1844–1845, 1906–1907 (Umbau/Erweiterung)        | 4. Januar 1991     | 5860           |
| weitere Bilder Fotos hochladen          | Brunnen                                              | Marienburg Parkstr. o. Nr.                        | | 1906/1907                                       | 1. Juli 1980       | 219            |
| BW                                      | Wohnhaus                                             | Marienburg Pferdmengesstr. 1 Karte                | Architekt: Theodor Merrill, Gartenarchitekt: Heinrich Wiepking-Jürgensmann | 1924–1925                                       | 15. Mai 1986       | 3593           |
| BW                                      | Wohnhaus                                             | Marienburg Pferdmengesstr. 3 Karte                | Architekt: Theodor Merrill | 1924                                            | 28. Mai 1985       | 2965           |
| BW                                      | Wohnhaus                                             | Marienburg Pferdmengesstr. 8 Karte                | Teil des Doppelhauses Pferdmengesstraße 6/8 (unterschiedliche Bauzeitpunkte); niederrheinische Backsteinarchitektur; Architekt: Helmuth Wirminghaus, Bildhauer: Wolfgang Wallner                                                                   | 1922–1923                                       | 26. März 1986      | 3525           |
| BW                                      | Wohnhaus                                             | Marienburg Pferdmengesstr. 10 Karte               | als Besatzungsbau entstanden | 1950–1951                                       | 6. März 1992       | 6419           |
| BW                                      | Wohnhaus                                             | Marienburg Pferdmengesstr. 11 Karte               | Halbvilla (Doppelvilla Pferdmengesstraße 11/13) | 1912                                            | 14. Juli 1989      | 5132           |
| BW                                      | Wohnhaus                                             | Marienburg Pferdmengesstr. 13 Karte               | Halbvilla (Doppelvilla Pferdmengesstraße 11/13) | 1909–1910                                       | 10. Oktober 1983   | 1676           |
| BW                                      | Wohnhaus                                             | Marienburg Pferdmengesstr. 14 Karte               | erhaltene Hälfte einer Doppelvilla | 1907–1908                                       | 3. Mai 1984        | 2319           |
| BW                                      | Villa                                                | Marienburg Pferdmengesstr. 16 Karte               | Architekt: Hermann Eberhard Pflaume; 1950 Wiederaufbau für brit. Besatzungsmacht | 1913–1914                                       | 26. Januar 1996    | 7760           |
| BW                                      | Villa                                                | Marienburg Pferdmengesstr. 18 Karte               | | 1909–1910                                       | 22. September 1989 | 5268           |
| BW                                      | Halbvilla                                            | Marienburg Pferdmengesstr. 19 Karte               | (urspr.) Teil der Doppelvilla Pferdmengesstraße 17/19 | 1899–1900                                       | 14. August 1986    | 3699           |
| Fotos hochladen                         | Villa                                                | Marienburg Pferdmengesstr. 23 Karte               | Architekt: Paul Pott; 1950/51 weitgehend unveränderter Wiederaufbau für Besatzung | 1921–1923                                       | 15. Februar 1995   | 7400           |
| BW                                      | Wohnhaus                                             | Marienburg Pferdmengesstr. 24 Karte               | als Besatzungsbau entstanden; Architekt: Paul Pott, Gottfried Böhm | 1950–1951                                       | 20. August 1993    | 6891           |
| BW                                      | Wohnhaus                                             | Marienburg Pferdmengesstr. 25 Karte               | | 1921–1923; 1948–1949 (Wiederaufbau)             | 1. Juni 1990       | 5595           |
| BW                                      | Wohnhaus                                             | Marienburg Pferdmengesstr. 29 Karte               | Architekt: Karl Band | 1937                                            | 12. Juni 1985      | 3002           |
| BW                                      | Wohnhaus                                             | Marienburg Pferdmengesstr. 30 Karte               | Teil der Doppelvilla Pferdmengesstraße 30/32 | 1898                                            | 14. Oktober 1986   | 3769           |
| BW                                      | Wohnhaus                                             | Marienburg Pferdmengesstr. 32 Karte               | Teil der Doppelvilla Pferdmengesstraße 30/32 | 1898                                            | 26. Februar 1985   | 2799           |
| BW                                      | Wohnhaus                                             | Marienburg Pferdmengesstr. 34 Karte               | verändert durch weitreichenden Umbau 1932 | 1898                                            | 25. Juli 1985      | 3073           |
| weitere Bilder Fotos hochladen          | Wohnhaus                                             | Marienburg Pferdmengesstr. 36 Karte               | Architekt: Paul Pott | 1913–1914                                       | 4. Juni 1987       | 4169           |
| BW                                      | Wohnhaus                                             | Marienburg Pferdmengesstr. 44 Karte               | Architekt: Paul Pott | 1908–1909                                       | 4. Juni 1986       | 3609           |
| weitere Bilder Fotos hochladen          | Wohnhaus                                             | Marienburg Pferdmengesstr. 52 Karte               | „Haus Deichmann“; Architekt: Paul Pott | 1910–1911                                       | 25. April 1986     | 3571           |
| Direkt Bild zu diesem Denkmal hochladen | Allee                                                | Marienburg Pferdmengesstr. o. Nr.                 | |                                                 | 1. Juli 1980       | 222            |
| weitere Bilder Fotos hochladen          | Funkhaus Köln (Deutschlandradio)                     | Marienburg Raderberggürtel 40 Karte               | Architekt: Gerhard Weber | 1974–78                                         | 29. Januar 2024    | 8813           |
| Fotos hochladen                         | Wohnhaus                                             | Marienburg Remagener Str. 2 Karte                 | Architekt: Theodor Merrill | 1915                                            | 14. Oktober 1986   | 3770           |
| Fotos hochladen                         | Wohnhaus                                             | Marienburg Remagener Str. 3 Karte                 | Architekt: Theodor Merrill | 1921–1922                                       | 24. Januar 1995    | 7345           |
| Fotos hochladen                         | Wohnhaus                                             | Marienburg Remagener Str. 4 Karte                 | Teil der Doppelvilla Remagener Straße 4/6 | 1911                                            | 4. Juni 1986       | 3610           |
| Fotos hochladen                         | Wohnhaus                                             | Marienburg Remagener Str. 6 Karte                 | Teil der Doppelvilla Remagener Straße 4/6 | 1911                                            | 4. Juni 1986       | 3611           |
| BW                                      | Wohnhaus                                             | Marienburg Robert-Heuser-Str. 1 Karte             | Teil der Doppelvilla Robert-Heuser-Straße 1/3 | 1909–1910                                       | 10. Juli 1986      | 3659           |
| BW                                      | Wohnhaus                                             | Marienburg Robert-Heuser-Str. 3 Karte             | Teil der Doppelvilla Robert-Heuser-Straße 1/3 | 1909–1910                                       | 7. Juli 1986       | 3647           |
| BW                                      | Wohnhaus                                             | Marienburg Robert-Heuser-Str. 5 Karte             | | 1901–1902                                       | 14. März 1986      | 3504           |
| BW                                      | Wohnhaus                                             | Marienburg Robert-Heuser-Str. 6 Karte             | | 1904–1905                                       | 15. August 1986    | 3702           |
| BW                                      | Villa                                                | Marienburg Robert-Heuser-Str. 7 Karte             | Architekt: Georg Falck | 1927–1928                                       | 11. August 2004    | 8661           |
| BW                                      | Villa                                                | Marienburg Robert-Heuser-Str. 7a Karte            | Architekt: Georg Falck | 1927–1928                                       | 30. November 2004  | 8670           |
| BW                                      | Wohnhaus                                             | Marienburg Robert-Heuser-Str. 9 Karte             | | 1911–1912                                       | 27. Oktober 1986   | 3943           |
| BW                                      | Wohnhaus                                             | Marienburg Robert-Heuser-Str. 10 Karte            | Teil der Doppelvilla Robert-Heuser-Straße 10/12 | 1908–1909                                       | 26. August 1982    | 1071           |
| BW                                      | Wohnhaus                                             | Marienburg Robert-Heuser-Str. 11 Karte            | | 1910–1911                                       | 8. März 1985       | 2829           |
| BW                                      | Wohnhaus                                             | Marienburg Robert-Heuser-Str. 12 Karte            | Teil der Doppelvilla Robert-Heuser-Straße 10/12 | 1908–1909                                       | 26. August 1982    | 1072           |
| BW                                      | Wohnhaus                                             | Marienburg Robert-Heuser-Str. 14 Karte            | Teil der Doppelvilla Robert-Heuser-Straße 14/16 | 1911–1912                                       | 20. Juli 1984      | 2530           |
| BW                                      | Wohnhaus                                             | Marienburg Robert-Heuser-Str. 15 Karte            | Architekt: Paul Pott | 1922–1923                                       | 19. Februar 1986   | 3445           |
| BW                                      | Wohnhaus                                             | Marienburg Robert-Heuser-Str. 16 Karte            | Teil der Doppelvilla Robert-Heuser-Straße 14/16 | 1911–1912                                       | 10. Januar 1983    | 1258           |
| BW                                      | Wohnhaus                                             | Marienburg Robert-Heuser-Str. 18 Karte            | Teil der Wohngruppe Robert-Heuser-Straße 18–22; Architekt: Theodor Merrill | 1922–1923                                       | 24. August 1983    | 1592           |
| BW                                      | Wohnhaus                                             | Marienburg Robert-Heuser-Str. 20 Karte            | Teil der Wohngruppe Robert-Heuser-Straße 18–22; Architekt: Theodor Merrill | 1922–1923                                       | 29. Januar 1986    | 3422           |
| BW                                      | Wohnhaus                                             | Marienburg Robert-Heuser-Str. 22 Karte            | Teil der Wohngruppe Robert-Heuser-Straße 18–22; Architekt: Theodor Merrill | 1922–1923                                       | 23. Januar 1986    | 3414           |
| Fotos hochladen                         | Villa                                                | Marienburg Rondorfer Str. 5 Karte                 | „Haus Schöneberg“; Architekt: Georg Falck | 1922–1924                                       | 12. Januar 1989    | 4801           |
| Fotos hochladen                         | Wohnhaus                                             | Marienburg Rondorfer Str. 44 Karte                | Teil der Reihenhauszeile Rondorfer Straße 34–56 | 1928–1929                                       | 6. Oktober 2000    | 8490           |
| Direkt Bild zu diesem Denkmal hochladen | Allee                                                | Marienburg Rondorfer Str. o. Nr.                  | | um 1900                                         | 1. Juli 1980       | 226            |
| Fotos hochladen                         | Wohnhaus                                             | Marienburg Schillingsrotter Platz 6 Karte         | | 1936–1937                                       | 22. November 1988  | 4742           |
| BW                                      | Doppelvilla                                          | Marienburg Schillingsrotter Platz 8 Karte         | Teil der Doppelvilla Lindenallee 76/Schillingsrotter Platz 8 | 1936                                            | 9. Dezember 1988   | 4769           |
| Fotos hochladen                         | Grünanlage/Platzgestaltung                           | Marienburg Schillingsrotter Platz o. Nr.          | |                                                 | 1. Juli 1980       | 227            |
| Fotos hochladen                         | Wohnhaus                                             | Marienburg Schillingsrotter Weg 7 Karte           | erhaltene Hälfte einer Doppelvilla | 1909                                            | 4. März 1985       | 2803           |
| BW                                      | Wohnhaus                                             | Marienburg Tiberiusstr. 1 Karte                   | Architekt: Hans Schumacher | 1950–191951                                     | 10. November 1995  | 7663           |
| BW                                      | Wohnhaus                                             | Marienburg Tiberiusstr. 3 Karte                   | Architekt: Paul Bonatz | 1921–1922, um 1928 (Erweiterung)                | 14. Dezember 1981  | 873            |
| BW                                      | Wohnhaus                                             | Marienburg Tiberiusstr. 5 Karte                   | Hans Schumacher | 1950–1951                                       | 30. August 1995    | 7633           |
| BW                                      | Wohnhaus                                             | Marienburg Tiberiusstr. 7 Karte                   | Architekt: Hans Schumacher | 1950–1951                                       | 30. August 1995    | 7634           |
| BW                                      | Wohnhaus                                             | Marienburg Tiberiusstr. 12 Karte                  | Architekt: Paul Bonatz | 1922–1923                                       | 3. Dezember 1981   | 846            |
| Direkt Bild zu diesem Denkmal hochladen | Allee                                                | Marienburg Tiberiusstr. o. Nr.                    | |                                                 | 1. Juli 1980       | 237            |
| BW                                      | Halbvilla                                            | Marienburg Unter den Ulmen 1 Karte                | erhaltene Hälfte einer Doppelvilla; Architekt: Georg Falck | 1927–1928                                       | 27. Oktober 1988   | 4719           |
| BW                                      | Wohnhaus                                             | Marienburg Unter den Ulmen 41 Karte               | Architekt: Theodor Merrill; Backsteinbau mit expressionistischen Stilformen | 1922–1923                                       | 25. November 1985  | 3340           |
| Fotos hochladen                         | Wohnhaus                                             | Marienburg Unter den Ulmen 43 Karte               | Architekt: Theodor Merrill | 1921–1922                                       | 27. September 1983 | 1628           |
| weitere Bilder Fotos hochladen          | Wohnhaus                                             | Marienburg Unter den Ulmen 96 Karte               | „Palästinahaus“; Architekt: Eugen Fabricius; ab 1949/50 bis mind. 1957 Sitz der Kanzlei der diplomatischen Mission des Königreichs Schweden | 1906–1907                                       | 1. März 1982       | 986            |
| weitere Bilder Fotos hochladen          | Wohnhaus                                             | Marienburg Unter den Ulmen 106 Karte              | | 1901                                            | 5. Dezember 1983   | 1928           |
| Fotos hochladen                         | Wohnhaus                                             | Marienburg Unter den Ulmen 112 Karte              | | 1903–1904                                       | 6. Oktober 1983    | 1670           |
| weitere Bilder Fotos hochladen          | Wohnhaus                                             | Marienburg Unter den Ulmen 132 Karte              | | 1899–1900                                       | 12. März 1990      | 5519           |
| Fotos hochladen                         | Wohnhaus                                             | Marienburg Unter den Ulmen 134 Karte              | Architekt: Josef Crones (Zuschreibung) | 1900–1901                                       | 18. September 1986 | 3735           |
| weitere Bilder Fotos hochladen          | Villa                                                | Marienburg Unter den Ulmen 148 Karte              | „Landhaus/Villa Vorster“; Architekt: Otto March | 1891–1894                                       | 6. März 1995       | 7431           |
| Direkt Bild zu diesem Denkmal hochladen | Allee                                                | Marienburg Unter den Ulmen o. Nr.                 | |                                                 | 1. Juli 1980       | 239            |
| Fotos hochladen                         | Wohnhaus                                             | Marienburg Von-Groote-Str. 9 Karte                | Teil einer Doppelvilla | 1929                                            | 18. Mai 1989       | 4967           |
| Fotos hochladen                         | Wohnhaus                                             | Marienburg Von-Groote-Str. 30 Karte               | Teil der Wohngruppe Von-Groote-Straße 30–36 | 1929                                            | 29. Mai 1990       | 5578           |
| Fotos hochladen                         | Wohnhaus                                             | Marienburg Von-Groote-Str. 32 Karte               | Teil der Wohngruppe Von-Groote-Straße 30–36; Architekt: Theodor Merrill | 1925–1926                                       | 16. Februar 1989   | 4842           |
| Fotos hochladen                         | Wohnhaus                                             | Marienburg Von-Groote-Str. 34 Karte               | Teil der Wohngruppe Von-Groote-Straße 30–36; Architekt: Theodor Merrill | 1925–1926                                       | 12. Dezember 1988  | 4775           |
| Fotos hochladen                         | Wohnhaus                                             | Marienburg Von-Groote-Str. 36 Karte               | Teil der Wohngruppe Von-Groote-Straße 30–36; Architekt: Theodor Merrill | 1925–1926                                       | 16. Februar 1989   | 4843           |
| Fotos hochladen                         | Wohnhaus                                             | Marienburg Von-Groote-Str. 37 Karte               | Architekt: Jakob Dondorff | 1925                                            | 30. April 1986     | 3579           |
| Fotos hochladen                         | Wohnhaus                                             | Marienburg Von-Groote-Str. 38 Karte               | Architekt: Hanns Koerfer, Heribert Multhaupt | 1956–1957                                       | 22. August 1994    | 7177           |
| Fotos hochladen                         | Wohnhaus                                             | Marienburg Von-Groote-Str. 41 Karte               | | 1935                                            | 16. Juni 1992      | 6521           |
| Fotos hochladen                         | Wohnhaus                                             | Marienburg Von-Groote-Str. 44 Karte               | | 1910–1911                                       | 19. November 1986  | 3966           |
| Fotos hochladen                         | Wohnhaus                                             | Marienburg Von-Groote-Str. 46 Karte               | | 1910–1911                                       | 4. Dezember 1986   | 3984           |
| Fotos hochladen                         | Wohnhaus                                             | Marienburg Von-Groote-Str. 47 Karte               | Teil der Doppelvilla Von-Groote-Straße 47/49; Architekt: Jacob Koerfer | 1923–1924                                       | 1. Juli 1986       | 3635           |
| Fotos hochladen                         | Wohnhaus                                             | Marienburg Von-Groote-Str. 49 Karte               | Teil der Doppelvilla Von-Groote-Straße 47/49; Architekt: Jacob Koerfer | 1923–1924                                       | 1. Juli 1986       | 3636           |
| Fotos hochladen                         | Wohnhaus                                             | Marienburg Von-Groote-Str. 52 Karte               | Teil der Doppelvilla Von-Groote-Straße 52/54 | 1911–1912                                       | 6. Juni 1986       | 3615           |
| Fotos hochladen                         | Wohnhaus                                             | Marienburg Von-Groote-Str. 54 Karte               | | 1911–1912                                       | 16. Juni 1986      | 3625           |
| Fotos hochladen                         | Wohnhaus                                             | Marienburg Von-Groote-Str. 63 Karte               | | 1912–1913                                       | 2. März 1998       | 8282           |
| Fotos hochladen                         | Wohnhaus                                             | Marienburg Von-Groote-Str. 64 Karte               | Teil der Doppelvilla Leyboldstraße 7/Von-Groote-Straße 64; Architekt: Martin Elsaesser | 1924                                            | 14. Juli 1986      | 3667           |
| Fotos hochladen                         | Platzgestaltung/Grünanlage                           | Marienburg Von-Groote-Str. o. Nr.                 | |                                                 | 1. Juli 1980       | 241            |
| Direkt Bild zu diesem Denkmal hochladen | Professorensiedlung                                  | Marienburg Wolfgang-Müller-Str. 9–19              | | Nr. 9–15: 1921–1922; Nr. 17–19: 1926–1927       | 25. April 2001     | 8536           |
| BW                                      | Villa                                                | Marienburg Wolfgang-Müller-Str. 12 Karte          | | 1924                                            | 12. Juni 1997      | 8116           |
| Direkt Bild zu diesem Denkmal hochladen | Professorensiedlung                                  | Marienburg Wolfgang-Müller-Str. 16–30             | | 1921–1922                                       | 25. April 2001     | 8536           |